# Emilio Illarregui Gómez
Emilio Illarregui Gómez (Santander; 22 de enero de 1962 — Tiermes; 6 de septiembre de 2018) fue un historiador y arqueólogo español especializado en los periodos antiguo y medieval, profesor en la Universidad SEK de Segovia y en la IE Universidad. 

## Biografía
Nació en Santander, donde completó sus estudios primarios y secundarios. Ingresó seguidamente en la entonces llamada "Universidad de Santander" (actual Universidad de Cantabria), donde se licencia en Geografía e Historia, con especialidad en Prehistoria y Arqueología.
Inicia su actividad arqueológica en 1980 de la mano del profesor Miguel Ángel García Guinea, en la época director del Museo de Prehistoria y Arqueología de Cantabria, con trabajos en la cueva de Cualventi (hasta 1983) y en el yacimiento romano-medieval de Camesa-Rebolledo (de 1981 a 1985). Ingresa como miembro en el Seminario e Instituto de Prehistoria y Arqueología "Sautuola", de Santander.
A partir de 1985 se involucró en las excavaciones del yacimiento romano y medieval de Pisoraca (Herrera de Pisuerga), contribuyendo de forma muy importante a la documentación de la presencia militar romana en él. Desde 1989 hasta 1996 su labor resultó fundamental para obtener la declaración de Bien de Interés Cultural para el yacimiento y diseñar el proyecto del Aula de Arqueología asociada, inspirada parcialmente en ejemplos similares observados en sus viajes por el Reino Unido y Alemania.
En 1997 se integró como profesor en el Centro de Estudios Integrados de Arquitectura de la Universidad SEK de Segovia, impartiendo clases de Antropología Cultural, Arqueología, Numismática e Historia de la Arquitectura y de la Construcción. Posteriormente continuó trabajando para la Unidad de Arqueología y el centro AMARC (Antiquity & Middle Ages Research Centre) de IE Universidad. Durante este periodo participó en numerosos proyectos europeos de investigación. Resultan destacables, entre otras muchas, tres aportaciones:
- Organización del congreso Roman Military Archaeology in Europe, en julio de 2001;

- Participación en el estudio y conservación de la tumba TT-34 de la Necrópolis Tebana, de 2006 a 2010, en colaboración con la Universidad de Tubinga;
- Restauración y conservación del yacimiento arévaco-romano de Tiermes, desde 2007 hasta 2018.

Falleció por causas naturales en el yacimiento de Tiermes, al que se había desplazado por motivos profesionales, en septiembre de 2018.

## Obras
- Dialnet: Emilio Illarregui Gómez
- Emilio Illarregui Gómez en el Instituto Sautuola